# Whitney (álbum)
Whitney é o segundo álbum de estúdio da cantora pop Whitney Houston, lançado em 20 de junho de 1987, considerado pela crítica melhor do que seu trabalho anterior. 
Em sua primeira semana o álbum foi #1 no Hot 200 Albums, fazendo com que Whitney tivesse o ilustre recorde por ter o primeiro álbum de uma artista feminina a estrear no topo e o quinto no geral por qualquer artista.
Vendendo 10 milhões de cópias só nos Estados Unidos, este novo trabalho gerou 4 singles #1’s consecutivos: “I wanna dance with somebody (Who loves me)”, “Didn’t we almost have it all”, “So emotional” e “Where Do Broken Hearts Go”. Com isto, Whitney conseguiu a invejável façanha de ter sete singles #1’s consecutivos, um recorde que não foi quebrado até hoje. 
Foi também lançado “Love will save the day” como quinto single, mas tendo como maior pico o #9 no Hot 100.
Dentre as faixas não lançadas como single destacam-se várias baladas românticas e suaves, como as belíssimas “Where you are” e “You’re still my man”. E como não poderia deixar de ser, Whitney encerra o álbum com um incrível dueto com sua mãe, a cantora Cissy Houston, em “I know him so well”, onde as duas dão um verdadeiro show de interpretação e emoção. Em todo o mundo o álbum vendeu mais de 20 milhões de cópias.

## Lista das faixas
| N.º | Título                                         | Compositor(es)                                          | Produtor(es)          | Duração   |  |
| 1.  | "I Wanna Dance with Somebody (Who Loves Me)"   | George Merrill, Shannon Rubicam                         | Narada Michael Walden | 4:52      |  |
| 2.  | "Just the Lonely Talking Again"                | Sam Dees                                                | Narada Michael Walden | 5:34      |  |
| 3.  | "Love Will Save the Day"                       | Toni C.                                                 | Jellybean             | 5:25      |  |
| 4.  | "Didn't We Almost Have It All"                 | Michael Masser, Will Jennings                           | Michael Masser        | 5:07-4:53 |  |
| 5.  | "So Emotional"                                 | Billy Steinberg, Tom Kelly                              | Narada Michael Walden | 4:37      |  |
| 6.  | "Where You Are"                                | LeMel Humes, James Calabrese, Dyan Humes                | Kashif                | 4:11      |  |
| 7.  | "Love Is a Contact Sport"                      | Preston Glass                                           | Narada Michael Walden | 4:19      |  |
| 8.  | "You're Still My Man"                          | Michael Masser, Gerry Goffin                            | Michael Masser        | 4:18-4:30 |  |
| 9.  | "For the Love of You"                          | O'Kelly Isley, Ronald Isley, Marvin Isley, Chris Jasper | Narada Michael Walden | 5:33      |  |
| 10. | "Where Do Broken Hearts Go"                    | Frank Wildhorn, Chuck Jackson                           | Narada Michael Walden | 4:38-4:31 |  |
| 11. | "I Know Him So Well" (dueto com Cissy Houston) | Tim Rice, Benny Andersson, Björn Ulvaeus                | Narada Michael Walden | 4:30-3:55 |  |

## Produção
- Produtores: Naranda Michael Walden, Jallybean, Michael Masser e Kashif
- Produtor Executivo: Clive Davis

## Paradas daRevista Billboard
Álbum
| Ano  | Ranking                               | Posição |
| ---- | ------------------------------------- | ------- |
| 1987 | Billboard 200 (Mais vendidos dos EUA) | 1       |
| 1987 | Álbuns de R&B/Hip-Hop                 | 1       |

Singles
| Ano  | Single                         | Ranking                         | Posição |
| ---- | ------------------------------ | ------------------------------- | ------- |
| 1987 | "I Wanna Dance With Somebody"  | Hot 100 (Mais vendidos dos EUA) | 1       |
| 1987 | "Didn't We Almost Have It All" | Hot 100 (Mais vendidos dos EUA) | 1       |
| 1987 | "So Emotional"                 | Hot 100 (Mais vendidos dos EUA) | 1       |
| 1988 | "Where Do Broken Hearts Go"    | Hot 100 (Mais vendidos dos EUA) | 1       |
| 1988 | "Love Will Save The Day"       | Hot 100 (Mais vendidos dos EUA) | 9       |

## Principais Prêmios
Grammy Award
| Ano  | Vencedor                      | Categoria                                |
| ---- | ----------------------------- | ---------------------------------------- |
| 1988 | "I Wanna Dance With Somebody" | Melhor Performance Vocálica Feminina Pop |

Soul Train Awards
| Ano  | Vencedor  | Categoria             |
| ---- | --------- | --------------------- |
| 1988 | "Whitney" | Álbum Feminino do Ano |